# Martavello
Il martavello (o bertuello, bartavello, bartevello, bertavello, bertovello, tofo) è un tipo di rete da pesca classificabile come rete da posta fissa o come un tipo di nassa. La sua esistenza si deve ai pescatori di Marta, da cui ne deriva appunto il nome, paese caratterizzato dal commercio ittico e affacciato sulle sponde del lago di Bolsena.
Si tratta di una rete con una grossolana forma ad imbuto con al termine della strettoia una camera: il pesce entra nel martavello ed una volta superata la strozzatura dell'imbuto ed essere entrato nella camera finale non riesce più ad uscirne.
I pescatori lasciano i martavelli in acqua e, dopo un certo tempo, passano a ritirarli con il loro bottino.
Il martavello viene utilizzato comunemente dai pescatori che esercitano nella laguna di Orbetello.
Denominato "tofo" viene anche impiegato nel lago Trasimeno.
Col nome di cogol (sia in lingua friulana che in veneto nella variante maranese) viene utilizzato tutt'oggi dai pescatori della laguna di Marano.
Il martavello può essere formato da una serie di cilindri separati da un diaframma ad imbuto così da avere più camere a disposizione del pesce ed in questo caso prende il nome di "martavellone" ed è la varietà più tipicamente utilizzata per la pesca delle anguille.